# Dracaena sanderiana
Dracaena sanderiana (ook soms Geluksbamboe) is een plantensoort uit de familie Asparagaceae. De plant komt van nature voor in tropisch Centraal Afrika. Het is een populaire kamerplant.